# Magyar Rádió Humorfesztivál
A Magyar Rádió Humorfesztiválja az egyik legrangosabb hazai megmérettetése a humor különböző, elsősorban rádióban (is) előadható műfajaiban (rádiókabaré, stand-up comedy, paródia).
A versenyt nyolcévente rendezték meg, abból a célból, hogy mérsékeljék a humoriparban a fluktuációt; aki itt valamilyen eredményt elért: Farkasházy Tivadar, Nádas György, Maksa Zoltán, Varga Ferenc József, Kovács András Péter, az azóta is jelen van a magyar humor elitjében, függetlenül attól, hogy azóta megkopott-e az a fajta stílus, amit képvisel, vagy sem. A versenyen két kategóriában osztottak díjat: előadói (itt léptek fel a – még – kevésbé ismert humoristák, elsősorban a stand-up comedy képviselői), ill. szerzői (ezeket már befutott színészek, humoristák adták elő, és a kabaré szerzőjét díjazták).

## Díjazottak
- 1974: Farkasházy Tivadar, Sinkó Péter, Boncz Géza
- 1982: Markos György, Nádas György, Nagy Bandó András, Maksa Zoltán  (íróként), Szabados Gábor  (íróként)[1]
- 1990: Maksa Zoltán  (előadóként), Holló Színház, Éles István, Horváth Szilveszter, Bach Szilvia, Ayala, Brindisi, Showder duó  (szerzőként)
- 1998:
  - Előadói kategória: Bagi Iván, Nacsa Olivér, Petrik Balázs, Varga Ferenc József
  - Írói kategória: Kövesdi Miklós Gábor, Kőhalmi Zoltán, Litkai Gergely, Tóth Tibor, Wagner B. György
- 2006:
  - Előadói kategória: Kovács András Péter, Kiss Ádám, Lorán Barnabás
  - Különdíjas: Sás Péter
  - Írói kategória: Ürmös Zsolt